# Józef Młynarczyk
Józef Młynarczyk (Nowa Sól, 20 de setembro de 1953) é um ex-futebolista polonês/polaco, que atuava na posição de goleiro/guarda-redes.
Jogou na Seleção Polonesa de Futebol, estando presente nas fases finais dos Campeonatos do Mundo de futebol de 1982 e 1986.
Em maio de 1987, sagrou-se vencedor da Liga dos Campeões da UEFA, defendendo a baliza do FC Porto.